# Влашка Блаца
 Тази статия е за кайлярското село.  За костурското село вижте Българска Блаца.  
Влашка Блаца или Гръцка Блаца (срещат се и книжовните форми Влашко блато и Гръцко блато, на гръцки: Βλάστη, Власти, до 1927 година Μπλάτσι или Βλάτσι, Блаци или Влаци, до 1928 година Πολυνέρι, Полинери, катаревуса Πολυνέριον, Полинерион на румънски: Blaţa, Блаца) е село в югозападната част на Егейска Македония, Гърция, част от дем Еордея на област Западна Македония.

## География
Влашка Блаца е разположено на 1180 m надморска височина в склоновете на Мурик (Мурики), северният връх на планината Синяк (Синяцико). Селото е отдалечено на 24 km югозападно от Кайляри (Птолемаида).

## История

### В Османската империя
Селото е основано вероятно в XV век, когато след заселването на турците коняри в Кайлярско местното християнско население е принудено да търси убежище в планините. След разгрома на Москополе, Николица и Грамоща от Али паша Янински в края на XVIII век в Блаца се заселват и много власи арумъни. Част от населението на Блаца е по потекло от Сисани – някогашна епископска столица.
В края на XIX век Блаца е голяма процъфтяваща гръцко-влашка паланка в Кайлярска каза на Османската империя. Жителите му се занимават предимно с животновъдство и свързаните с него занаяти.
Църквата „Свети Николай“ е от 1861, „Свети Димитър“ - от 1774, „Свети Георги“ - от 1818 - 1820, а „Свети Марк“ - от 1856 година. Северозападно над селото е манастирът „Свети Пантелеймон“, възобновен в 1890 година.
Александър Синве („Les Grecs de l’Empire Ottoman. Etude Statistique et Ethnographique“) в 1878 година пише, че във Влачи (Vlatchi), Сисанийска епархия, живеят 3000 гърци. Според статистиката на Васил Кънчов („Македония. Етнография и статистика“) в 1900 година Блаца Гръцко има 1200 жители гърци и 1300 власи.
На Етнографската карта на Битолския вилает на Картографския институт в София от 1901 година Гръцко Блаца е смесено село българи, гърци, власи и турци в Кайлярската каза на Серфидженския санджак с 350 къщи.
По данни на секретаря на Българската екзархия Димитър Мишев („La Macédoine et sa Population Chrétienne“) в 1905 година в Блаца има 1500 гърци и 1200 власи и в селото работи гръцко училище.
Селото е изходна точка на гръцките андартски чети в борбата им срещу българските чети на ВМОРО по време на Гръцката въоръжена пропаганда в Македония (1904 – 1908).

### В Гърция
В 1912 година през Балканската война в селото влизат гръцки войски и след Междусъюзническата война в 1913 година Влашка Блаца попада в Гърция. В 1927 година селото е прекръстено на Власти.
По време на Втората световна война Влашка Блаца е изгорено от германските окупационни части, а по време на последвалата Гръцката гражданска война селото е напуснато от всичките си жители.
В последните десетилетия на XX век Блаца се превръща в туристически център.
| Име            | Име               | Ново име     | Ново име     | Описание                                                                      |
| -------------- | ----------------- | ------------ | ------------ | ----------------------------------------------------------------------------- |
| Баруга         | Μπαρρούγκα        | Станес       | Στάνες       | връх в Синяк на ЗСЗ от Сидерас (Демирджилер) и на ЮИ от Влашка Блаца (1384 m) |
| Каладжик       | Καλατζίκ          | Мандра       | Μάνδρα       | местност в Синяк на ЗСЗ от Сидерас (Демирджилер) и на ЮИ от Влашка Блаца      |
| Друга          | Ντρούγκα          | Фолеа        | Φωλεά        | връх в Синяк на ЮИ от Влашка Блаца (1402 m)                                   |
| Цикрики чифлик | Τσιφλίκι Τσικρίκη | Агиос Маркос | Άγιος Μάρκος | местност в Синяк на ЮИ от Влашка Блаца и на Ю от Сълпово                      |
| Халепли        | Χαλεπλή           | Перистера    | Περιστέρια   | връх в Синяк на З от Сидерас (Демирджилер) и на ЮИ от Влашка Блаца (1321 m)   |
| Даут Пиргос    | Νταούτ Πύργος     | Пиргос       | Πύργος       | връх в Синяк на З от Намата (Пипилища) и на Ю от Влашка Блаца (1517 m)        |

| Година    | 1913 | 1920 | 1928 | 1940 | 1951 | 1961 | 1971 | 1981 | 1991 | 2001 | 2011 | 2021 |
| --------- | ---- | ---- | ---- | ---- | ---- | ---- | ---- | ---- | ---- | ---- | ---- | ---- |
| Население | 3683 | 1609 | 2239 | 1527 | 736  | 681  | 434  | 747  | 671  | 645  | 274  | 326  |

## Личности
Арумънското селище дава няколко видни емигрантски фигури в Австрийската империя – барон Константинос Белиос (Κωνσταντίνος Δ. Βέλιος) (1772 - 1837), търговецът и дарител Стерьос Думбас (1794 - 1870), баща на Николаус Думба (1830 - 1900) и дядо на Константин Думба, както и племенникът на Стерьос Теодорос Думбас (1818/1820 - 1880). Йоанис Фармакис (Янис, 1772 - 1821) и Карамицос (? - 1835) са видни фигури от Гръцката война за независимост. Илияс Кундурас (капитан Фармакис, ? - 1908), Стерьос Кундурас (? - 1943), Йоанис Берекетлис, Йоанис Бумбарас и Христос Аргиракос (Кицос Морикис, 1876 - 1907) са гръцки андартски капитани, участници в Гръцката въоръжена пропаганда в Македония. Представител на румънската общност е просветният деец Андрей Багаву (Andreilu al Bagav, 1857 - 1888). В по ново време видни жители на Блаца са археологът Антониос Керамопулос (1870 - 1960), митрополит Дамаскин Гаганярас (р. 1952) и бизнесменът Мелас Яниотис (р. 1939).